# Вітебський замок

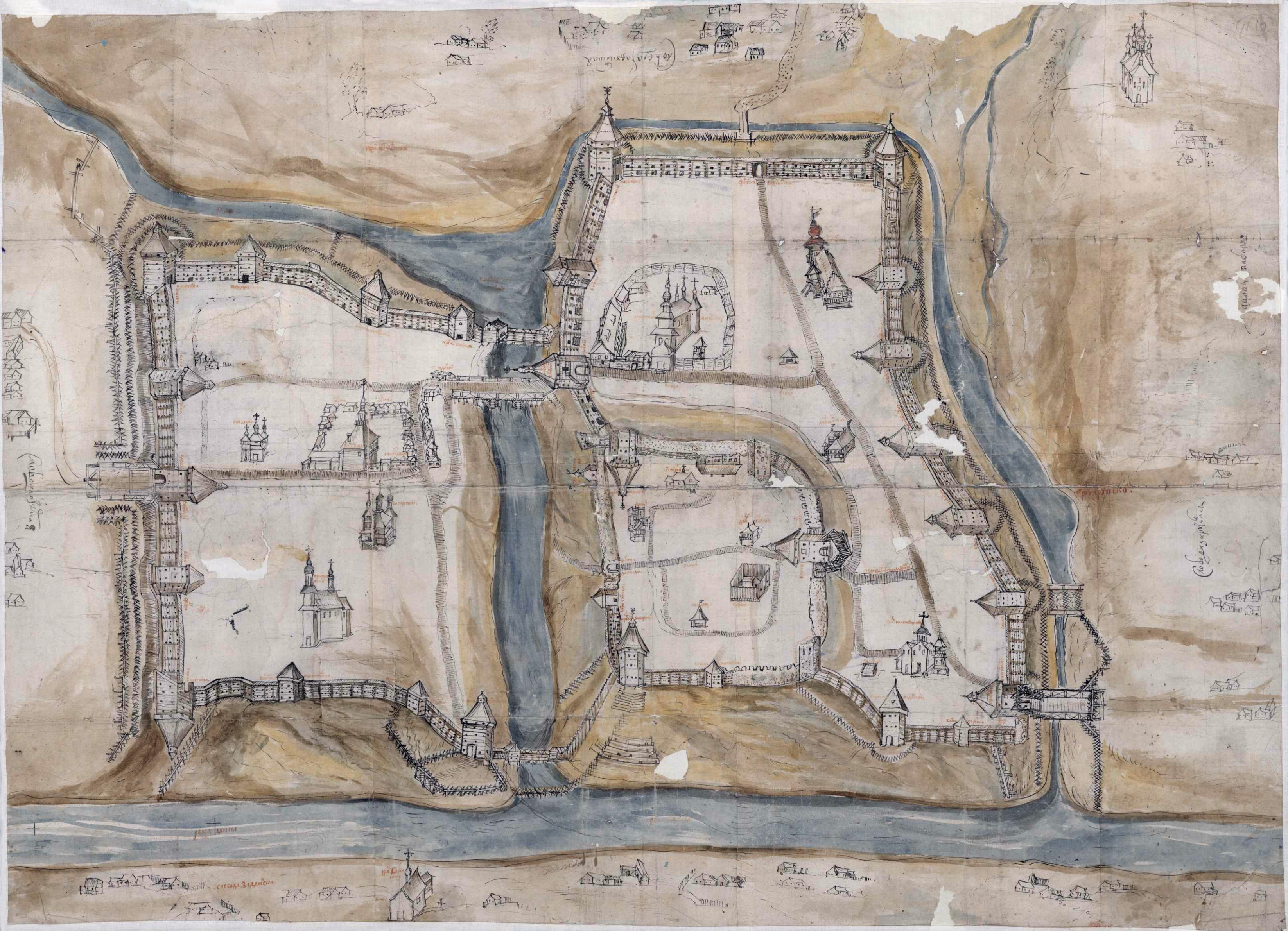
Вітебський замок на «Малюнках» Шереметьєва. 1664 р.

Ві́тебський за́мок — це дерев'яні та цегляні оборонні споруди, що існували у Вітебську у XIV — XVIII ст.

## Історія
Згідно з Вітебським літописом, у 974 р. київська княгиня Ольга заснувала перший дерев'яний замок біля місця злиття Вітби та Двіни.
Після входження Вітебська до складу Великого князівства Литовського в XIV ст. великий князь Ольгерд побудував кам'яні укріплення навколо Верхнього та Нижнього замків.

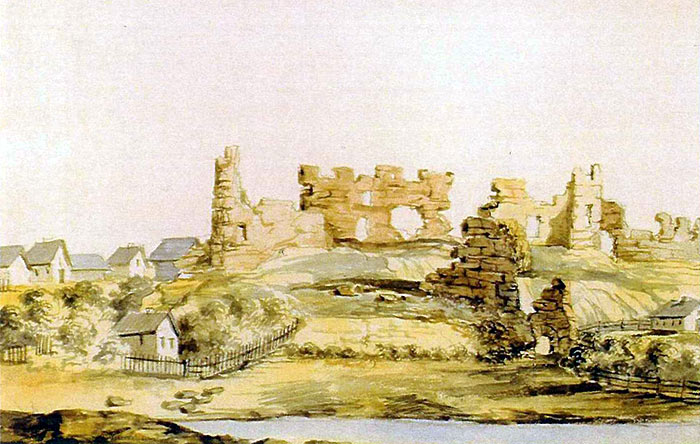
Руїни Вітебського замку. Н. Орда, 2-а половина XIX ст.

Одне з найвизначніших випробувань вітебських замків відбулося в 1393 р. Під час облоги великим князем Вітовтом, коли у Великому Князівстві Литовському вперше були застосовані гармати. У 1396 році Вітовту знову довелося штурмувати вітебські замки. Намагаючись здобути титул великого князя, Вітебськ двічі в 1435 і 1437 роках облягав Михайло Сигізмундович. Тричі в 1516, 1519, 1568 роках його невдало штурмували московські війська.
У 1614 р. спалахнула велика пожежа, в результаті якої більша частина дерев'яної частини Нижнього та Верхнього замків згоріла дотла. Під час війни 1654—1667 років вітебські замки проіснували довше, ніж інші великі литовські укріплення: їхні захисники здалися 22 листопада 1654 року після упертої 14-тижневої облоги. Захопивши замки, москвини намагалися їх відремонтувати, але старий мурований замок Ольгерда не був відновлений: замість цегляних стін і веж поклали дерев'яні колоди.
Під час Північної війни 28 вересня 1708 р. за наказом російського царя Петро I, а потім знову в 1752 р. знову через російських поселенців були спалені дерев'яні замки, після чого вони були покинуті і ніколи не відбудовані.
У 1970 році на території вітебських замків відбулися археологічні розкопки (керівник Михась Ткачов).

## Архітектура
Для Ольгерда Вітебськ мав надзвичайно важливе значення у проведенні активної східної політики (військові кампанії в Москві), тому не дивно, що великий князь наказав побудувати на місці дерев'яного старого замку комплекс потужних кам'яних укріплень, що складається з Верхнього та Нижнього замків.
Верхній замок мав п'ять оборонних веж, лінія для його захисту сягала 392 сажнів (800 метрів), тоді як стіна Нижнього замку сягала 585 сажнів (1250 метрів) і була зміцнена тринадцятьма вежами.

## Сучасність
У 2007 р. відновив Духівське коло, в якому зараз міститься музей.